# Rakitovszky Gyula
Rakitovszky Gyula (Budapest, 1898. október 21. – Budapest, 1972. május 23.) háromszoros magyar bajnok labdarúgó, csatár, műszerész segéd. Testvére Rakitovszky Géza szintén az MTK labdarúgója volt. A sportsajtóban Rakitovszky II néven volt ismert.

## Családja
Rakitovszky Gyula és Tóth Erzsébet fia. 1920. június 12-én Budapesten, az Erzsébetvárosban feleségül vette Marin Máriát, Marin István és Benkó Emma lányát, 1954-ben elváltak. Második felesége Scheyring Vilma Irén volt, akivel 1954-ben kötött házasságot Budapesten.

## Pályafutása
1921 és 1925 között az MTK-ban szerepelt. A sorozatban tíz bajnoki címet nyerő csapat tagja volt, de nem tartozott a meghatározó játékosok közé, így csak három bajnoki cím megszerzésben volt része. A Farkasréti temetőben nyugszik.

## Sikerei, díjai
- Magyar bajnokság
  - bajnok: 1921–22, 1922–23, 1924–25